# Pinho (Boticas)
Pinho es una freguesia portuguesa del concelho de Boticas, con 22,56 km² de superficie y 478 habitantes (2001). Su densidad de población es de 21,2 hab/km².